# Storm Labels
Storm Labels（株式会社ストームレーベルズ）（舊稱J Storm）是日本的一間唱片公司，成立於2001年11月12日，當時是為了嵐而成立的專屬品牌，目前則負責為SMILE-UP.旗下組合（包括TOKIO、嵐、KAT-TUN、SUPER EIGHT及Hey! Say! JUMP）出版相關的影音產品。2006年3月，J Storm為KAT-TUN出道而成立另一個品牌「J-One Records」。目前社長是藤島茱莉景子。除了為屬下的組合推出影音產品外，更會為旗下藝人拍攝電影及電視劇。2023年10月17日，官網公布將於2024年1月1日社名更改為「株式会社ストームレーベルズ」（英文名；Storm Labels Inc.）。
雖然影音產品是以J Storm或J-One Records名義推出，但實質是由另一間唱片公司負責發售。在2006年7月前是由東芝EMI負責發行，現在是由索尼音樂（Sony Music Distribution (Japan) Inc.）負責發行；台灣方面，2006年5月前是由EMI代理，目前由愛貝克思代理。

## 旗下組合

### J Storm
- 嵐 - 由第7張單曲『a Day in Our Life』開始（2002年 -）
- KAT-TUN（2006年 -）
  - 龜梨和也（2019年 -）
- Hey! Say! JUMP（2007年 -）
  - Hey! Say! 7
    - 山田涼介（2013年 -）

  - Hey! Say! BEST
- TOKIO - 由第39張單曲『雨傘』開始（2008年 -）
- 浪花男子（2021年 -）

### J-One Records
- KAT-TUN（2006年 -）

### INFINITY RECORDS
- SUPER EIGHT- 由第30張單曲『言ったじゃないか／CloveR』開始（2014年 -）
  - 澀谷昴（2015年 - 2018年）

### Johnny's Entertainment Record
- 少年隊（1997年 - 2020年）
- KinKi Kids（1997年 -）
  - 堂本剛（2002年 -）
    - ENDLICHERI☆ENDLICHERI

  - 堂本光一（2006年～）
- NEWS（2004年 -）.
  - Tegomass（2006年 - 2020年）
- NYC（2010年 - 2013年）
  - 中山優馬（2012年 -）
- WEST（2014年 -）

### JI Label
以Jr為主
- Jr - 素顏4
- Jr - 瀧澤演舞城ZERO
- Jr - MUSIC STATION × Jr SPECIAL LIVE （页面存档备份，存于）

## 限定企劃作品
- 木更津貓眼 日本系列 Original SoundTrack
- 午夜駭喀浪人（長瀨智也主演電影）Original SoundTrack
- 流星花園（日本版）Original SoundTrack
- 木更津貓眼 feat. MCU - シーサイド・ばいばい（日语：シーサイド・ばいばい）
- Hey! Say! 7 - Hey! Say!
- LANDS - BANDAGE
- 堀田家BAND - 再見☆謝謝（日语：サヨナラ☆ありがとう）
- 地獄図 - TOO YOUNG TO DIE！地獄之歌地獄
- 龜與山P - 擦身而過的機會
- Twenty★Twenty - smile

## 影像作品

### 電視節目
- 男子ごはん（日语：男子ごはん） - 國分太一主持節目（東京電視台）
- シンドラ（日语：シンドラ） - 由傑尼斯事務所旗下藝人主演、J Storm製作之週二深夜0:59放送連續劇（日本電視台）
- Dramaholic!（日语：ドラマホリック!） - 由傑尼斯事務所旗下藝人主演、J Storm製作之週四深夜0:12放送連續劇（東京電視台）
- RIDE ON TIME - 以傑尼斯事務所旗下藝人為主角播出的紀實節目（富士電視台）

### MV、LIVE DVD
- NEWS NIPPON 0304 - NEWS
- SUMMARY of Johnnys World - NEWS・KAT-TUN
- KAT-TUN Live 海賊帆 - KAT-TUN
- DREAM BOYS - KAT-TUN・關西傑尼斯8
- 殺せんせーションズ - せんせーションズ （由山田涼介主演的電影暗殺教室主題歌）

### 舞台
- Cat in the Red Boots - 生田斗真主演的舞台影像作品
- JAILBREAKERS - 松岡昌宏主演的舞台影像作品
- 轉世薫風 - 大野智主演的舞台影像作品
- いのうえ歌舞伎☆號『IZO』 - 森田剛主演的舞台影像作品
- 昭和島WALKER - 井之原快彥主演的舞台影像作品
- 平底鍋與手槍（フライパンと拳銃) - 長野博主演的舞台影像作品
- 君と見る千の夢 - 相葉雅紀主演的舞台影像作品
- 劇團新幹線 SHINKANSEN☆RX「Vamp! Bamboo! Burn!～ヴァン！バン！バーン！～」 - 生田斗真主演、神山智洋演出的舞台影像作品

## 電影

### 嵐
- PIKA☆NCHI 生活艱難但是快樂（2002年）
- PIKA☆☆NCHI LIFE IS HARD 所以 HAPPY（2004年）
- 黃色眼淚（2007年）
- 電影 戰國英豪（2008年）*松本潤主演

### V6
- COSMIC RESCUE（2003年）*Coming Century主演
- Hold Up Down（2005年）

### 其他組合
- Fantastipo（2005年）*堂本剛及國分太一主演
- 電影 詐欺獵人（2008年）*山下智久主演

## 相關項目
- TOKIO
- 嵐
- KAT-TUN
- Hey! Say! JUMP
- 關西傑尼斯8
- なにわ男子

1. ↑  . スポーツ報知. 2023-10-17  [2023-10-17]. 已忽略文本“和書” (帮助)